# Horst Bredekamp

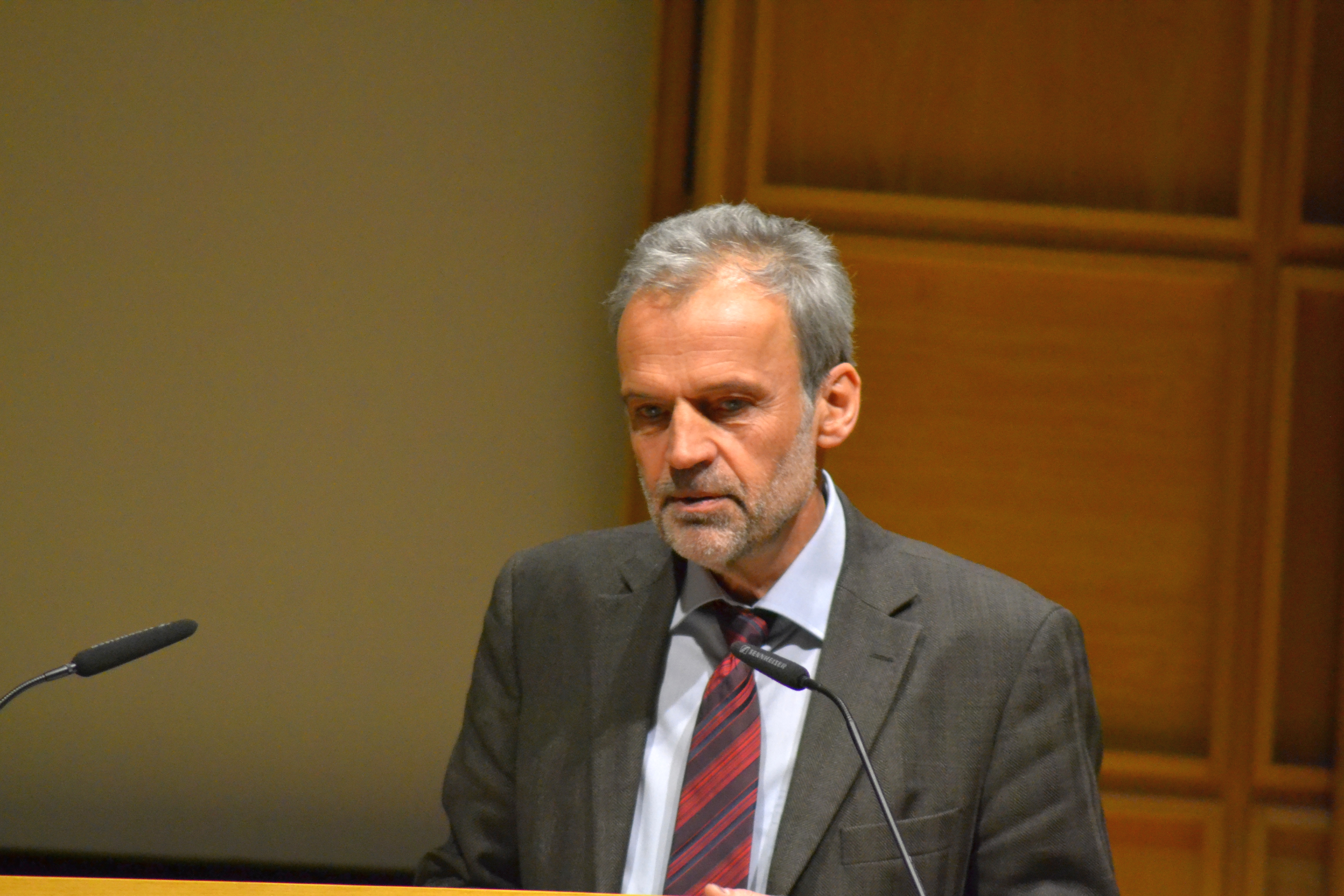
Horst Bredekamp em uma conferência em março de 2015 em Düsseldorf.

Horst Bredekamp (nascido em 29 de abril de 1947, em Kiel) é um historiador de arte alemão. Os focos de pesquisa de Bredekamp são Fúria iconoclasta, escultura do românico, arte da Renascença e do maneirismo, iconografia política, arte e tecnologia, novas mídias. 

## Biografia
Bredekamp estudou arqueologia, história da arte, filosofia e sociologia em Kiel, Munique, Berlim e Marburg. Em 1974, ele concluiu o doutorado na Universidade de Marburgo, tendo como tema da tese a arte como meio de conflitos sociais. 
Começou no mercado de trabalho como voluntário no Liebieghaus, em Frankfurt am Main, até 1976, quando iniciou como assistente na divisão de História da Arte da Universidade de Hamburgo. Em 1982, foi nomeado professor de história da arte na Universidade de Hamburgo, em 1993, tornou-se docente na Universidade Humboldt de Berlim. Bredekamp foi professor visitante no Instituto de Estudos Avançados, Princeton (1991), no Instituto de Estudos Avançados em Berlim (1992), no Getty Centere e no Collegium Budapest (1999). 
Em 2000, ele fundou o projeto "A Imagem Técnica" no Centro Hermann von Helmholtz de Técnicas Culturais (HZK) da Universidade Humboldt de Berlim, que desenvolveu sob sua liderança métodos visualmente críticos, uma teoria do conhecimento pictórico nos campos da ciência e da tecnologia. tecnologia e visualizações médicas.  
Desde 2003, ele é membro permanente  do Instituto de Estudos Avançados de Berlim, em 2005, como presidente da Gadamer.  Desde 2008, a Bredekamp dirige o recém-criado grupo de pesquisa DFG-Kolleg, "Picture Act and person", na Universidade Humboldt de Berlim. 
Em 2007, apareceu nos jornais alemães a mais célebre monografia de Bredekamp , denominada "Galilei der Künstler" ( "Galilei, o artista", veja abaixo), baseada em uma descoberta sensacional de uma edição de Sidereus Nuncius, de Galileu, incluindo desenhos desconhecidos atribuídos a Galileu. Após uma inspeção completa, incluindo estudos técnicos relevantes, esse problema foi considerado genuíno por Horst Bredekamp et al.   Em 2012, descobriu o historiador Nick Wilding, que essa cópia comprovada era uma falsificação completa trazida pelo antiquário italiano Marino Massimo De Caro no comércio de antiguidades dos EUA.  
Na primavera de 2015, ao lado do diretor do museu britânico Neil MacGregor (diretor) e do arqueólogo Hermann Parzinge, foi nomeado diretor fundador do futuro Fórum Humboldt nas paredes do Berliner Stadtschloss reconstruído.  Bredekamp atualmente é membro do conselho da Fundação Schering e membro da Fundação para Museus de História do Esporte. [carece de fontes?]

## Publicações
Monografias:
- Art als Medium Social Konflikte. Bilderkämpfe von der Spätantike bis zur Hussitenrevolution , Frankfurt am Main (Suhrkamp) 1975.
- Art am Mittelrhein um 1400 (com Herbert Beck e Wolfgang Beeh), Frankfurt am Main (Liebieghaus) 1975.
- Vicino Orsini e der Wald von Bomarzo. Um Fürst als Künstler e Anarquista Worms (Werner) 1985; 2., überarb. Aufl. 1991.
- Botticelli: Primavera. Florenz als Garten der Venus Frankfurt am Main (Fischer) 1988; Nova edição Berlim (Wagenbach) 2002.
- Antikensehnsucht und Maschinenglauben. Die Geschichte der Kunstkammer e die Zukunft der Kunstgeschichte , Berlin (Berlin) 1992.
- Florentiner Futebol. The Renaissance der Spiele. Calendário de Fest der Medici , Frankfurt am Main (campus) 1993; edição revisada Berlin (Wagenbach) 2001.
- Representação e Bildmagie der Renaissance no Formproblem, Munique (Carl Friedrich von Siemens-Stiftung) 1995.
- Sankt Peter em Rom und das Prinzip der produktiven Zerstörung. Bau und Abbau de Bramante bis Bernini , Berlin (Wagenbach) 2000.
- Thomas Hobbes visuelle Strategien. Der Leviathan: Urbild des modernen Staates. Ilustrações de trabalho e retratos , Berlin (Akademie) 1999. Nova edição sob o título Thomas Hobbes: Der Leviathan. Das Urbild des modernen Staates e seine Gegenbilder. 1651-2001, Berlin (Akademie) 2003.
- Die Fenster der Monade. Teatro de Gottfried Wilhelm Leibniz der Natur und Kunst , Berlin (Akademie) 2004.
- Darwins Korallen. O diagrama de evolução e a tradição da ciência da natureza , Berlin (Wagenbach), 2005.
- Bilder bewegen. Von der Kunstkammer zum Endspiel , Berlim (Wagenbach) 2007.
- Galilei der Künstler. O Mond, o Sonne, o Hand , Berlin (Akademie), 2007.
- Der Künstler als Verbrecher. Um elemento der Rechtsmodernen und Staatstheorie , Munique (Carl Friedrich von Siemens-Stiftung) 2008.
- Michelangelo. Ensaios Fünf , Berlim (Wagenbach) 2009.
- Theorie des Bildakts. Frankfurter Adorno-Vorlesungen 2007 , Berlim (Suhrkamp) 2010.
- Leibniz und the Revolution der Gartenkunst. Herrenhausen, Versalhes e a Filosofia dos Blocos , Berlim (Wagenbach) 2012. ISBN 978-3-8031-5183-4    . [28] [29] [30]
- Der schwimmende Souverän. Karl der Große e the Bildpolitik des Körpers , Klaus Wagenbach, Berlim 2014, ISBN 978-3-8031-5186-5    . [31]
- Galileis denkende Hand. Formulário e Pedido de 1600 , Berlim, Boston (de Gruyter) 2015. ISBN 978-3-11-041457-8 ISBN   978-3-11-041457-8 .
- com Claudia Wedepohl: Warburg, Cassirer e Einstein im Gespräch. Kepler al Schlüssel der Moderne , Berlim (Wagenbach) 2015. ISBN 978-3-8031-5188-9 ISBN   978-3-8031-5188-9 .
- Das Beispiel Palmyra, Colônia 2016.
- Der Behemoth. Metamorphosen des Anti-Leviathan (Carl-Schmitt-Vorlesungen) Berlim 2016.

Como editor (seleção):
- (como coeditor): Aby Warburg . Akten des internationalen Symposions, Berlim (Academia) 1990.
- (como coeditor): Edgar Wind. Kunsthistoriker und Philosoph, Berlim (Academia) 1998.
- (como coeditor): Theater der Natur und Kunst. Wunderkammern des Wissens, 2 Bände, Berlim (Henschel) 2000.
- (como convidado): Jahrbuch für Universitätsgeschichte Bd. 5 (2002): Themenband "Universität und Kunst", Stuttgart (Steiner) 2002.
- (como coeditor) Visuelle Argumentationen. Die Mysterien der Repräsentation e Die Berechenbarkeit der Welt, Munich (Fink) 2006.
- (como coeditor) Klassizismus / Gotik. Karl Friedrich Schinkel e o Patriotische Baukunst. Munique / Berlim (Dt. Kunstverlag) 2007.
- (como coeditor): Das Technische Bild. Kompendium zu einer Stilgeschichte wissenschaftlicher Bilder, Berlin (Academia) 2008.
- (como coeditor): In der Mitte Berlins. 200   Jahre Kunstgeschichte an der Humboldt-Universität, Berlim (Gebr. Mann) 2010.
- (como editor da série): Bildwelten des Wissens. Kunsthistorisches Jahrbuch für Bildkritik, Berlin (Academia), publicado em 2003. Bd. 1.1: Imagens em Prozessen - Band 1.2: Oberflächen der Theorie - Band 2.1: Techniques des Ausnahmezustandes - Band 2.2: Instrumente des Sehens - Band 3.1: Bildtextile Ordnungen - Band 3.2: Digitale Form - Band 4.1: Farbstrategien - Band 4.2: Bilder ohne Betrachter - Banda 5.1: Espaços sistêmicos - Banda 5.2: Imaginação dos direitos - Banda 6.1: Ícones do entretenimento - Banda 6.2: Imagens do grupo - Banda 7.1: Imagens do evento - Banda 7.2: História da matemática - Banda 8.1: Imagens do evento - Banda 8.2: Imagens do evento
- (como editor da série): Actus et Imago. Berliner Schriften für Bildaktforschung und Verkörperungsphilosophie (Hg; Horst Bredekamp, John Michael Krois e Jürgen Trabant, Berlin (de Gruyter), em 2011.
- (como coeditor): AÇÃO DE PALAVRA DE IMAGEM. AÇÃO SERMO IMAGO. AÇÃO ORDINÁRIA DE BILD (Hg .: Horst Bredekamp, David Freedberg, Sabine Marienberg, Marion Lauschke, Jürgen Trabant) em 2017. * (como coeditor): + ultra conhecimento e gestão (Hg .: Nikola Doll, Horst Bredekamp e Wolfgang Schäffner para o Cluster of Excellence Image Knowledge Gestaltung. Um laboratório interdisciplinar na Humboldt Universität zu Berlin), Leipzig 2017.

## Reconhecimentos e prêmios
- 2001: Prêmio Sigmund Freud de prosa científica da Academia Alemã de Língua e Poesia, Darmstadt
- 2004: Prêmio Aby-M.-Warburg da cidade de Hamburgo
- 2006: Prêmio Max-Planck-Science da Sociedade Max Planck e da Fundação Humboldt
- 2009: Prêmio Richard Hamann, da Philipps-Universität Marburg, por importantes realizações científicas na história da arte
- 2010: Prêmio Meyer-Struckmann de pesquisa em ciências humanas e sociais
- 2010: Membro titular da Academia Europaea
- 2012: Prêmio Fritz Winter da Fundação Fritz Winter
- 2012: Prêmio de Ciência de Berlim
- 2014: Pour le Mérite
- 2015: Ordem do Mérito da República Federal da Alemanha com estrela
- 2016: Membro da Academia Americana de Artes e Ciências
- 2017: Prêmio Schiller da cidade Marbach